# Holcocera morrisoni
Holcocera morrisoni é uma espécie de mariposa do gênero Holcocera pertencente à família Coleophoridae.